# Wanda Wróbel-Stermińska
Wanda Aniela Wróbel-Stermińska (ur. 21 lipca 1911 w Strzyżowie nad Wisłokiem, zm. 28 lutego 1983 w Krakowie), uczona polska, botanik, adiunkt w Ogrodzie Botanicznym Uniwersytetu Jagiellońskiego.

## Życiorys
Była córką Władysława Wróbla, pracownika stacji kolejowej w Strzyżowie, oraz Marii z domu Pałczyńskiej-Bodnar. W latach 1918–1924 uczęszczała do szkoły powszechnej w Strzyżowie, następnie (1924–1932) do tamtejszego Miejskiego Gimnazjum Koedukacyjnego, w którym zdała egzamin dojrzałości w maju 1932. Podjęła z kolei studia botaniczne na Wydziale Filozoficznym Uniwersytetu Jagiellońskiego, ale z powodu trudnych warunków materialnych nie zdołała ich ukończyć przed wybuchem wojny; skromny budżet domowy musiała ratować korepetycjami. W ostatnich latach przed wybuchem wojny pracowała w Instytucie Botanicznym Uniwersytetu Jagiellońskiego, nie wiadomo jednak, czy było to zajęcie zarobkowe, czy bardziej wolontariat związany z przygotowywaniem pracy magisterskiej. W chwili wybuchu II wojny światowej przebywała w Strzyżowie i przez kilka miesięcy udzielała się w Polskim Czerwonym Krzyżu. Po otrzymaniu wezwania na roboty w Rzeszy wróciła do Krakowa i wystarała się o stałą posadę w Ogrodzie Botanicznym, co pozwoliło jej uzyskać zwolnienie z obowiązku wyjazdu; od maja 1940 aż do stycznia 1945 pracowała w krakowskim Ogrodzie Botanicznym (ówcześnie pod niemiecką nazwą Botanische Anstalten, Krakau), początkowo w charakterze robotnika fizycznego, potem pracownika biurowego. Zajmowała się m.in. zbiorami roślin naczyniowych w zielniku. Należała do grona osób zasłużonych dla ratowania Ogrodu Botanicznego przed dewastacją w czasie wojny.
1 kwietnia 1945 podjęła pracę naukową na Uniwersytecie Jagiellońskim; do końca tegoż roku pracowała jako młodszy asystent-wolontariusz w Ogrodzie Botanicznym oraz asystent bezpłatny w Katedrze Botaniki. 21 grudnia 1945 uzyskała dyplom magistra filozofii w zakresie botaniki, na podstawie pracy O polskich gatunkach koniczyny Trifolium L., przygotowywanej pod kierunkiem profesora Władysława Szafera już od roku akademickiego 1936/1937. 1 lutego 1946 została młodszym asystentem w Ogrodzie Botanicznym, 1 sierpnia tegoż roku przeszła na etat starszego asystenta. 16 maja 1950 uzyskała dyplom doktora nauk matematyczno-przyrodniczych (na Wydziale Matematyczno-Przyrodniczym Uniwersytetu Jagiellońskiego), po przedstawieniu rozprawy Obserwacje nad rozmnażaniem wegetatywnym, kiełkowaniem i zoochorią maliny właściwej Rubus idaeus L.. Praca doktorska, przygotowana podobnie jak praca magisterska Wróblówny pod kierunkiem profesora Szafera, ogłoszona została drukiem w "Acta Societatis Botanicorum Poloniae" (1949/1950). Od lutego 1961 Wanda Wróbel-Stermińska była adiunktem w Ogrodzie Botanicznym, w tym w latach 1973–1976 na podstawie corocznych przedłużeń umowy o pracę decyzjami rektora. Od listopada 1968 do marca 1970 pełniła obowiązki dyrektora Ogrodu Botanicznego. Przeszła na emeryturę z początkiem lipca 1976, jeszcze do 1982 podejmując w Ogrodzie Botanicznym prace sezonowe. 
W ramach obowiązków zawodowych na Uniwersytecie prowadziła ćwiczenia z systematyki i morfologii roślin dla studentów II roku biologii oraz pracownię praktyczną dla studentów IV roku, sprawowała również opiekę nad letnimi praktykami w Ogrodzie Botanicznym. Wielokrotnie brała udział w pracach komisji egzaminacyjnych dla kandydatów na I rok studiów biologicznych (na Wydziale Matematyczno-Przyrodniczym, potem na Wydziale Biologii i Nauk o Ziemi). W Ogrodzie Botanicznym podlegały jej dział morfologii, systematyki i genetyki roślin, grupy ekologiczno-geograficzne oraz nasionarnia. Nadzorowała także kolekcje roślin szklarniowych oraz naukową korespondencję Ogrodu. W latach 1946–1975 przygotowała trzydzieści wydań katalogu nasion Index seminum Ogrodu Botanicznego, za pośrednictwem którego prowadziła wymianę nasion z innymi ogrodami botanicznymi. Była również przewodniczką wycieczek po Ogrodzie Botanicznym. Odbyła kilka podróży naukowych do krajów bloku socjalistycznego (m.in. w 1963 była w Sofii, w 1964 w Kijowie, w 1969 w Jenie). W latach 1961–1975 zasiadała w Komisji do spraw Ogrodu Botanicznego Uniwersytetu Jagiellońskiego (Radzie Naukowej Ogrodu Botanicznego), w tym od 1965 pełniła obowiązki sekretarza tego gremium, które jednakże od schyłku lat 60. zaprzestało faktycznej działalności.
Była związana także z innymi krakowskimi uczelniami. W latach 1949–1965 współpracowała z Państwową Wyższą Szkołą Pedagogiczną (potem Wyższą Szkołą Pedagogiczną), na której jako wykładowca kontraktowy prowadziła zajęcia z systematyki roślin, geografii i ekologii roślin, biogeografii. W roku akademickim 1967/1968 prowadziła wykłady i ćwiczenia z roślin ozdobnych w Wyższej Szkole Rolniczej. Była też związana z Katedrą Botaniki Farmaceutycznej krakowskiej Akademii Medycznej.
Jej zainteresowania naukowe obejmowały biologię rozsiewania się roślin, aklimatyzację i uprawę roślin pochodzenia obcego, teratologię u roślin, wegetatywne rozmnażanie roślin. Ogłosiła niemal 100 prac (pod nazwiskami Wróbel, Wróblówna, Wróbel-Stermińska, Stermińska), z czego około 60, o charakterze popularnonaukowym, stanowiło prezentację kolekcji Ogrodu Botanicznego. Z artykułów można wymienić m.in. Obserwacje nad kiełkowaniem nasion i wzrostem siewek Stangeria paradoxa Th. Moore ("Acta Societatis Botanicorum Poloniae", 1955), Metasequoia glyptostroboides Hu et Cheng w Krakowskim Ogrodzie Botanicznym ("Wiadomości Botaniczne", 1958, współautor B. Szafran), Próby aklimatyzacji Leonothis leonorus R. Br. ("Wiadomości Botaniczne", 1968), Biologia zapylania i rozsiewania się nasion u Crossandra nilotica Oliv. ("Wiadomości Botaniczne", 1970). Od 1954 przygotowywała rozprawę kandydacką (odpowiednik habilitacyjnej) Morfologia i biologia rozsiewania owoców i nasion niektórych krajowych gatunków z rodzaju Veronica, pracy tej jednak nie ukończyła.
Była członkinią Polskiego Towarzystwa Botanicznego (od 1945), Towarzystwa Przyrodników im. Kopernika (od 1945), Związku Nauczycielstwa Polskiego (od 1948, pełniła funkcję męża zaufania koła związkowego w Ogrodzie Botanicznym). W Oddziale Krakowskim Polskiego Towarzystwa Botanicznego przewodniczyła Komisji Popularyzacji Wiedzy Botanicznej.
W pamięci współpracowników zapisała się jako osoba wesoła i towarzyska, elegancka, fundatorka niekonwencjonalnych upominków dla bliskiego otoczenia. W 1958 wyszła za mąż (mąż Piotr Stermiński). Zmarła 28 lutego 1983 w Krakowie, pochowana została tamże na Cmentarzu Rakowickim (cmentarzu wojskowym przy ul. Prandoty).